# Sankt Nikolai grekisk-ortodoxa kyrka, Toxteth
Sankt Nikolai grekisk-ortodoxa kyrka (engelska: Greek Orthodox Church of St Nicholas) är en grekisk-ortodox kyrkobyggnad belägen i stadsdelen Toxteth, i staden Liverpool i storstadsområdet Merseyside i nordvästra England, i Storbritannien.
Kyrkan är helgad åt helgonet Sankt Nikolaus och tillhör Thyatira och Storbritanniens grekisk-ortodoxa ärkestift i Konstantinopels ekumeniska patriarkat i den Grekisk-ortodoxa kyrkan.

## Historik
Sankt Nikolai grekisk-ortodoxa kyrka i Liverpool byggdes år 1870 och invigdes 1871.

## Bilder

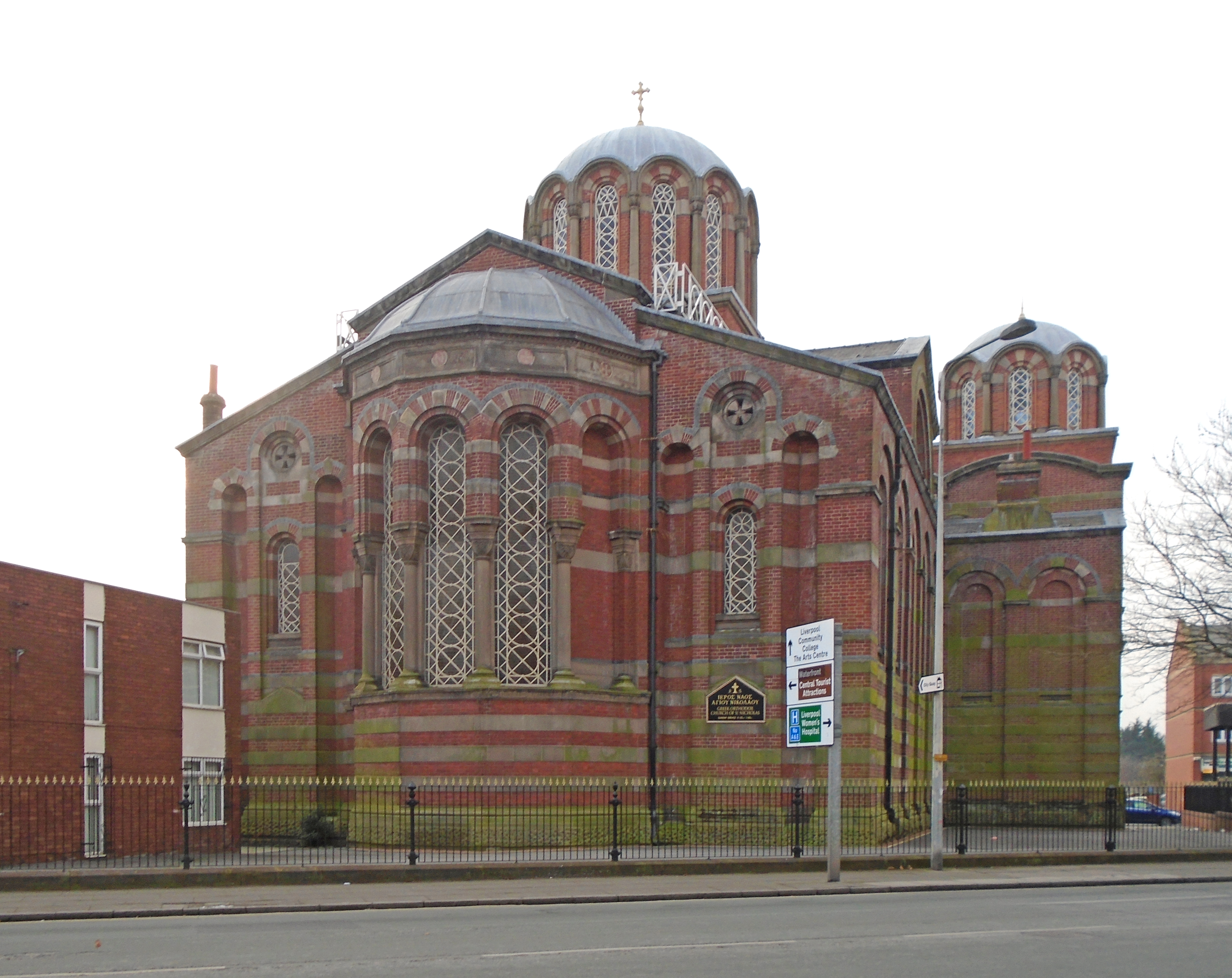
Absiden.
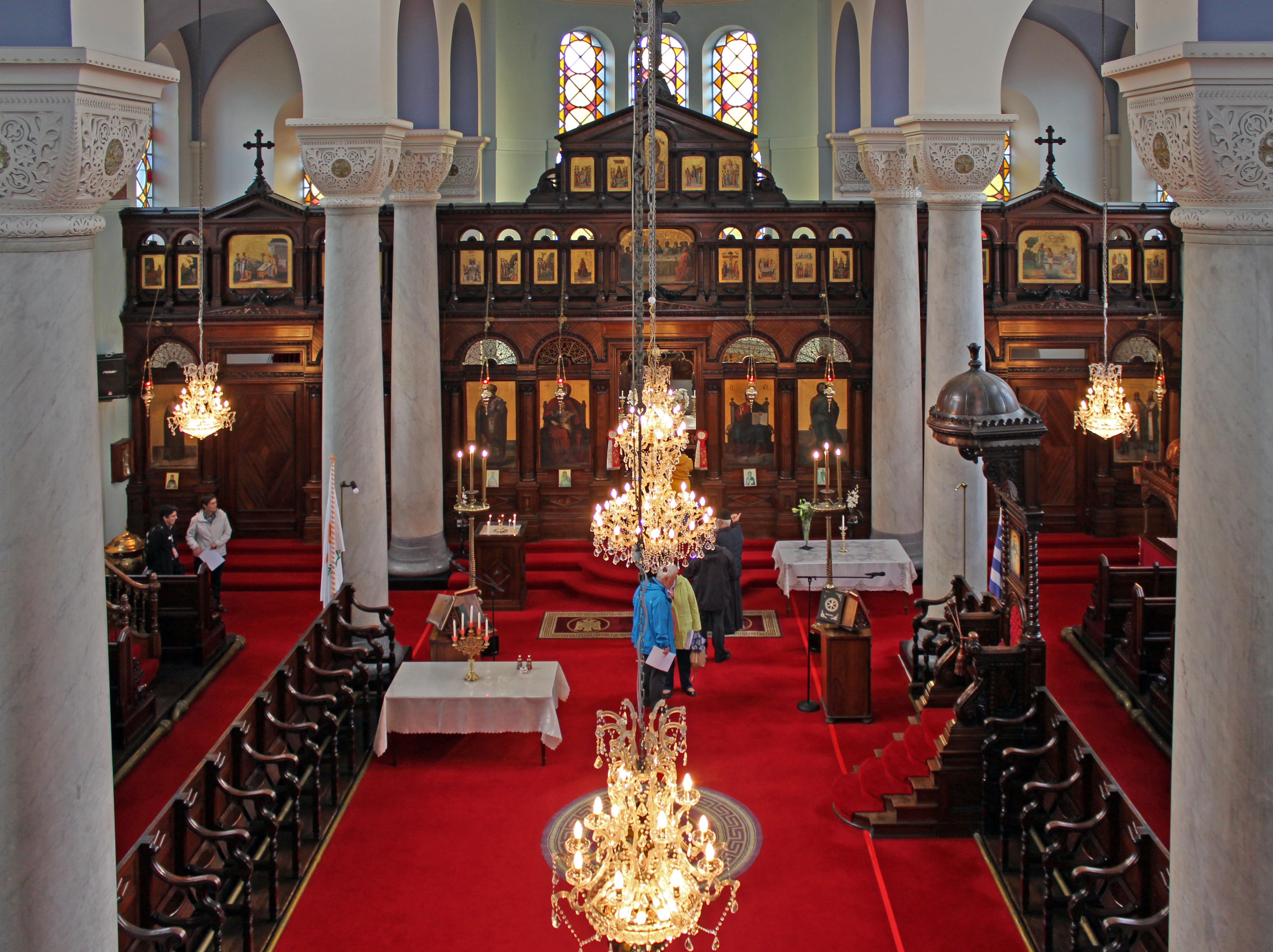
Kyrkans interiör mot ikonostas.
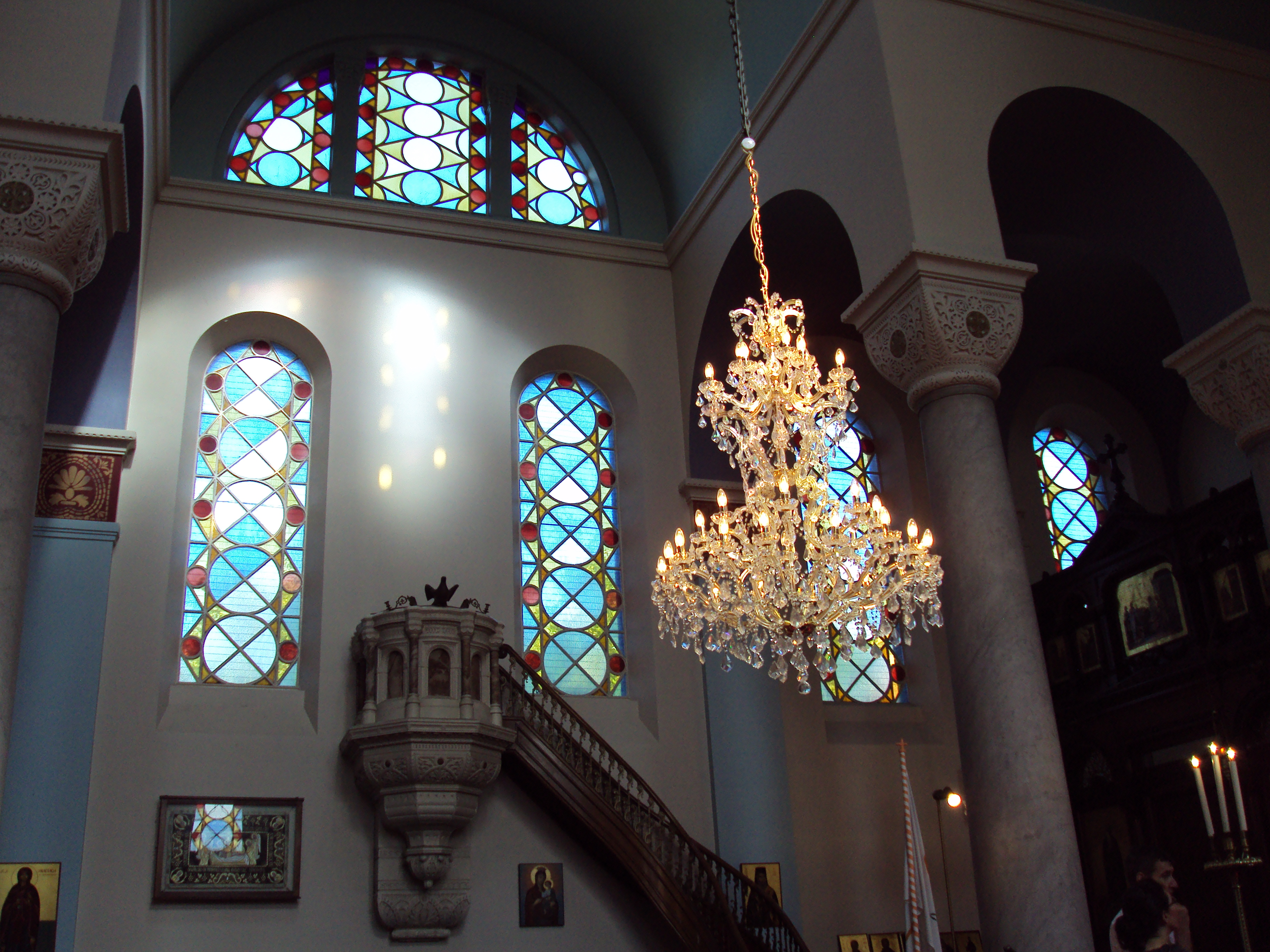
Interiören.
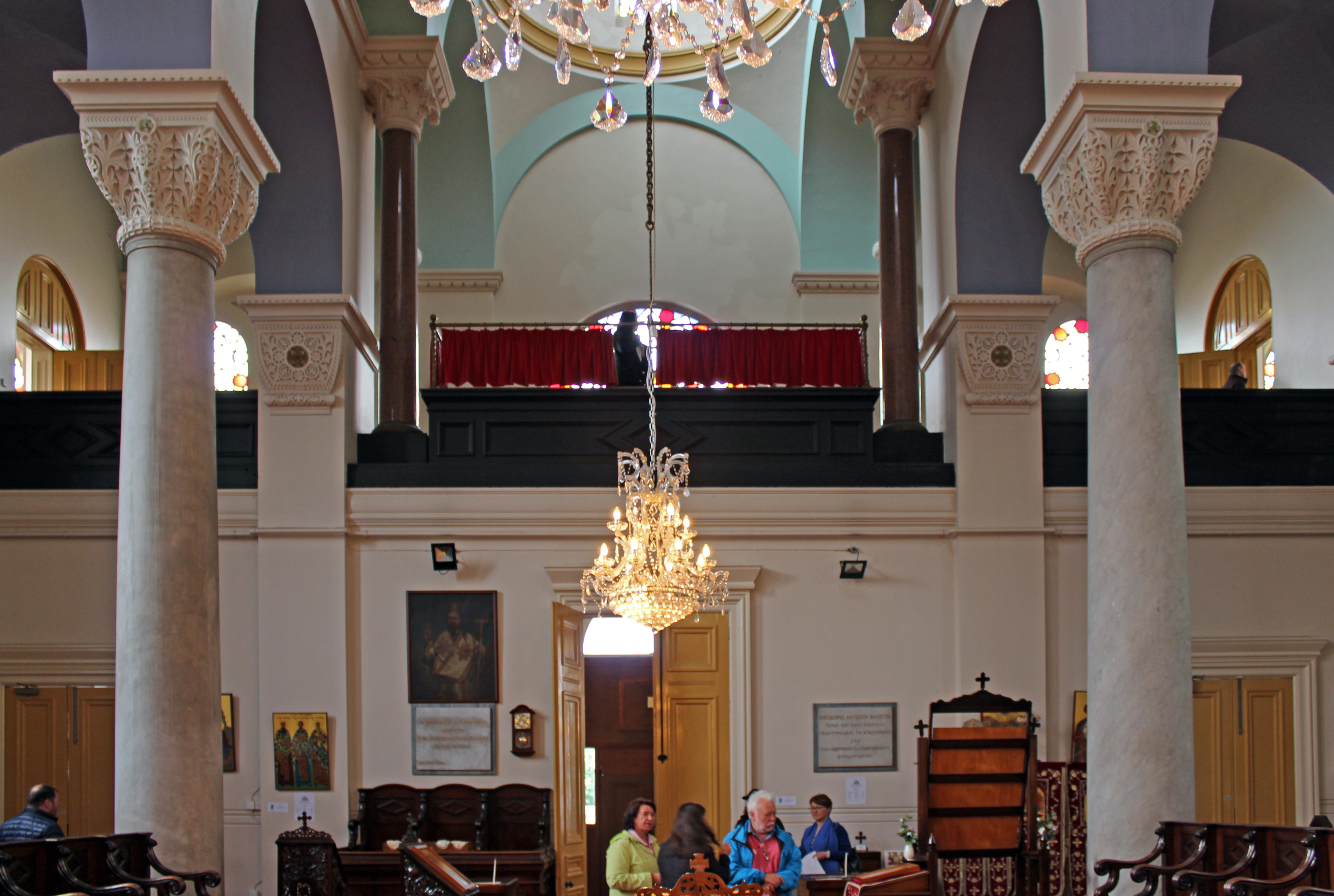
Interiören mot entrén.
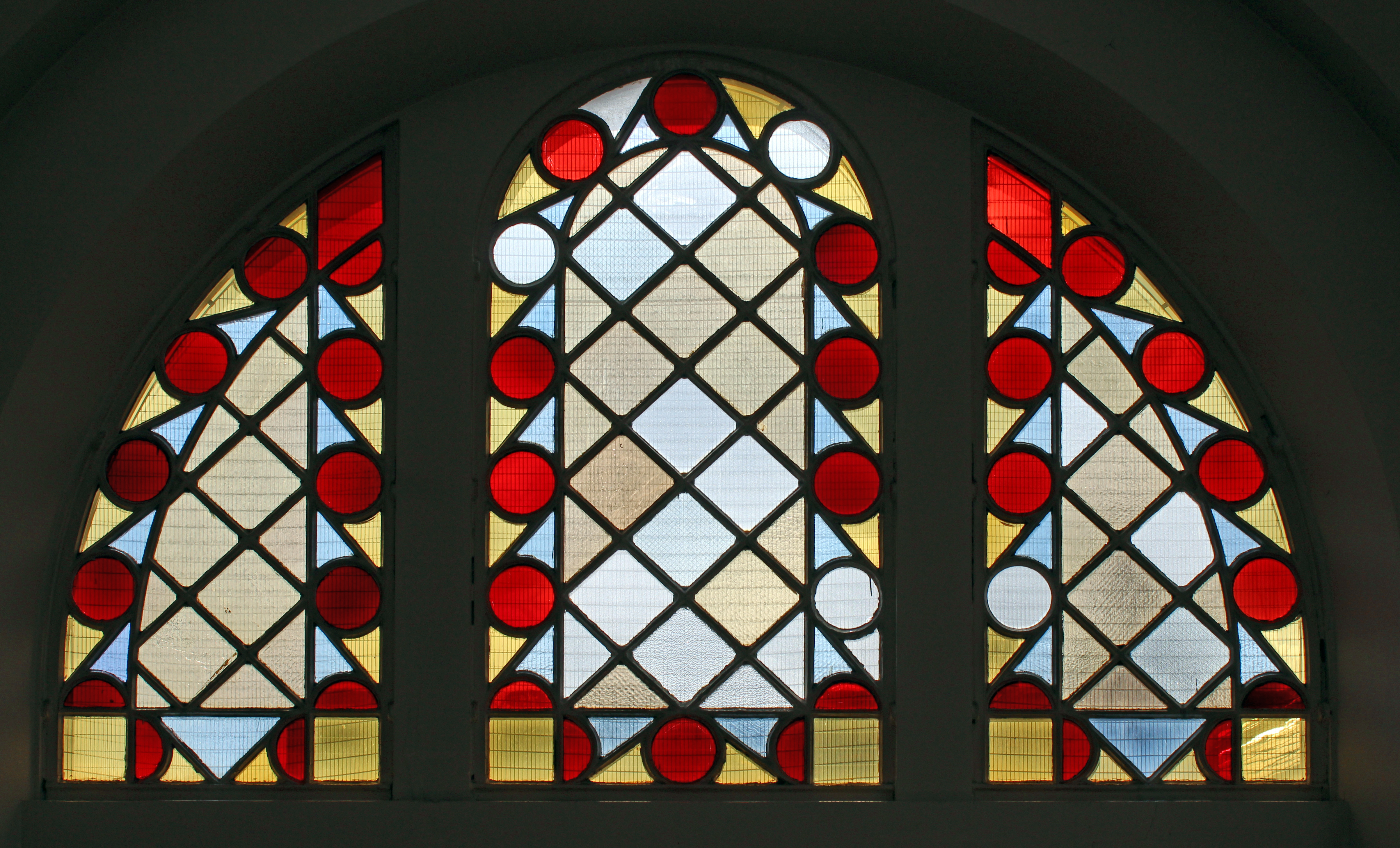
Glasmålning.
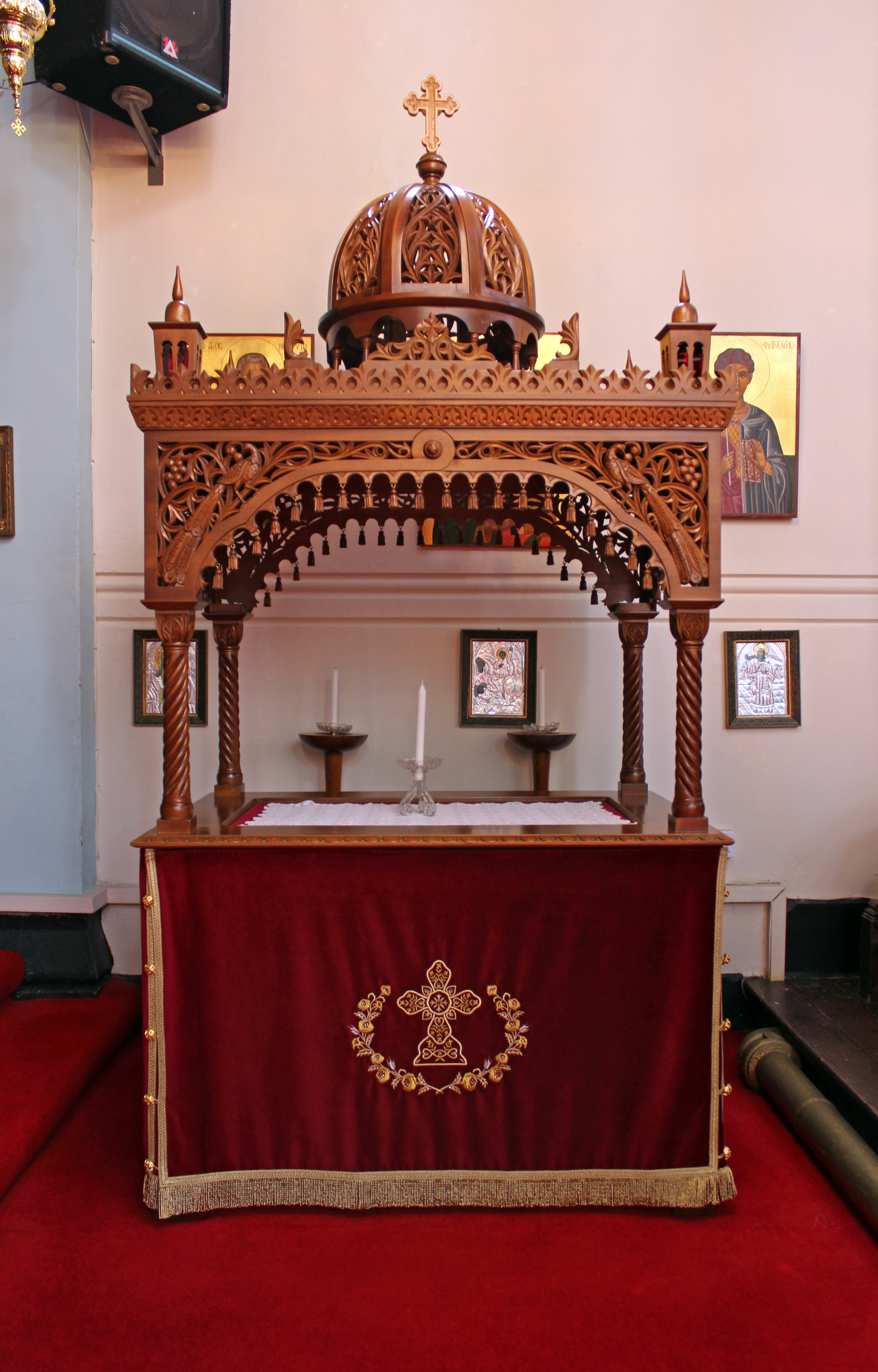
Sidoaltare.